# Варахран (кушаншах)

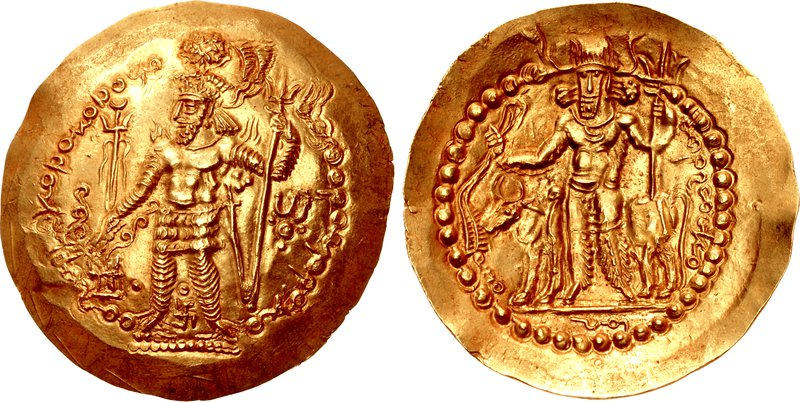
Монета Варахрана I

Варахран I (д/н — 365) — 6-й кушаншах в 330-365 годах.

## Жизнеописание
Происходил из династии Сасанидов. Вероятно, был сыном или другим родственником кушаншаха Пероза II. После его смерти, в 330 году занял трон. Впрочем вынужден был под давлением персидского шахиншаха Шапура II уступить область Гандхара, сохраняя Кабул, Пурушапуру и Капису.
Вскоре столкнулся с одной из групп хионитских племён — кидаритами. В течение 340-х годов последние устанавливают превосходство над кушаншахом. Об этом свидетельствует чеканка на монетах Варахрана I тамги кидаритов. К началу 350-х годов Бахрам I потерял всякую власть, оставаясь номинальным правителем. В 365 году он был свергнут кидаритами во главе с Кидарой, принявшим титул кушаншаха.